# Boldogasszonyfalva
Boldogasszonyfalva (1899-ig Goszpodincze, szerbül Госпођинци / Gospođinci, németül Frauendorf) falu Szerbiában, a Vajdaságban, a Dél-bácskai körzetben, Zsablya községben.

## Fekvése
Zsablyától 8 km-re nyugatra, a történelmi Sajkásvidék nyugati részén fekszik.

## Története
A település neve egykor Boldogasszonyfalva volt, s ezt a nevét szerb fordításban, Goszpodince néven, egészen 1904-ig viselte a község, amikor visszakapta magyar nevét.
Nevét 1410-ben említették először Bódogasszonytelke néven, mint a Keresztúri család birtokát.
1655-ben Wesselényi Ádámot iktatták be Goszpodince birtokába, majd a török kiűzése után kamarai birtok lett.
1746-ban a volt szabadkai határőröket telepítették ide, majd a tiszai katonai határőrvidék feloszlatása után Goszpodince is az 1751. évi tiszai kerületi szabadalmakban részesült, 1769-ben pedig felvették a sajkások közé.
1770-ben Dalmáciából és Boszniából érkezett siákok (görögkeleti vallású nép) telepedtek itt le.
1849. április 3-án a Perczel Mór vezette magyar sereg itt rohanta le tüzérségi előkészítés után a római sáncok közé befészkelődött szerb felkelőket.
1873-ban megszűnt a csajkás határőri milícia és a község is a vármegyéhez került.
1910-ben 3611 lakosából 3018 szerb, 316 német és 172 magyar volt.
A trianoni békeszerződésig Bács-Bodrog vármegye Zsablyai járásához tartozott.

## Népesség

### Demográfiai változások
| 1948 | 1953 | 1961 | 1971 | 1981 | 1991 | 2002 | 2011 |
| ---- | ---- | ---- | ---- | ---- | ---- | ---- | ---- |
| 3239 | 3305 | 3705 | 3654 | 3817 | 3553 | 3896 | 3715 |

## A település az irodalomban
- Itt játszódik Móra Ferenc Jánoska mennybemenetele című novellája (megjelent az író Nádihegedű című kötetében).

## Híres emberek
- Itt született Kolta János (1907-1983) jogász, geográfus, egyetemi docens.